# Vindinge (Roskilde Kommune)
 For alternative betydninger, se Vindinge. (Se også artikler, som begynder med Vindinge)
Vindinge er en lille satellitby på Østsjælland med 3.127 indbyggere  (2024). Vindinge er beliggende i Vindinge Sogn fem kilometer sydøst for Roskilde centrum, fem kilometer nordvest for Tune og 31 kilometer vest for København. Byen tilhører Roskilde Kommune og er beliggende i Region Sjælland.
I byen ligger Vindinge Kirke. Byen har eget frivilligt drevet bredbåndsanlæg - Vindinge Antennelaug.